# Montmollin
Montmollin (toponimo francese) è una frazione di 620 abitanti del comune svizzero di Val-de-Ruz (Canton Neuchâtel).

## Geografia fisica
Montmollin si trova all'estremità sudoccidentale della valle Val-de-Ruz formata dal fiume Le Seyon, a nord del lago di Neuchâtel.

## Storia
Già comune autonomo istituito nel 1824 e che si estendeva per 4,06 km², in seguito all'esito favorevole del referendum del 27 novembre 2011 il 1º gennaio 2013 è stato aggregato agli altri comuni soppressi di Boudevilliers, Cernier, Chézard-Saint-Martin, Coffrane, Dombresson, Engollon, Fenin-Vilars-Saules, Fontainemelon, Fontaines, Le Pâquier, Les Geneveys-sur-Coffrane, Les Hauts-Geneveys, Savagnier e Villiers per formare il nuovo comune di Val-de-Ruz.

## Società

### Evoluzione demografica
L'evoluzione demografica è riportata nella seguente tabella:
Abitanti censiti

## Economia
Montmollin è un paese prevalentemente residenziale.

## Infrastrutture e trasporti

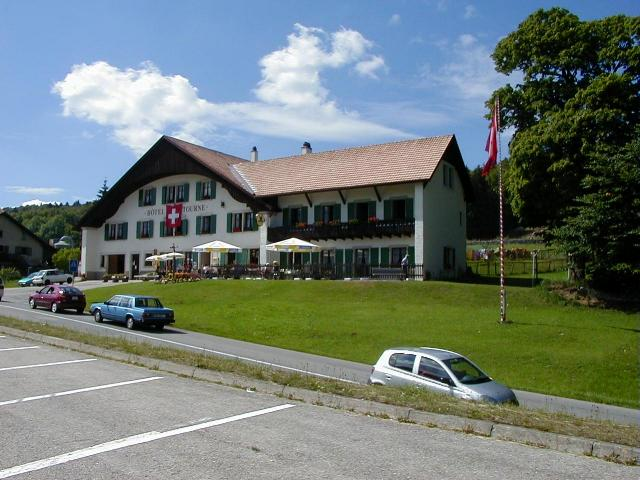
Il passo di La Tourne

Il passo di La Tourne collega via strada Montmollin con Les Ponts-de-Martel; il paese era servito dalla stazione di Montmollin-Montezillon sulla ferrovia Neuchâtel-Le Locle, soppressa nel 2015.